# 주한 미군 군사고문단
주한 미 군사고문단(駐韓美軍事顧問團, 영어: Korean Military Advisory Group, KMAG), 공식적으로는 영어: United States Military Advisory Group to the Republic of Korea은 대한민국 국군에 대해 군사분야에 대한 조언 및 자문을 하는 군사고문단이다.
현재 주한 미 합동군사업무단(駐韓美合同軍事業務團, 영어: Joint U.S. Military Affairs Group (JUSMAG-K))으로 통합되어 있다.

## 역사

### 기원
1883년 10월 19일, 조선 국왕 고종은 군사 현대화를 하기 위해 미국 정부에 군사 훈련의 도움을 요청하였다. 미국 정부는 퇴역한 윌리엄 매킨타이어 다이 준장과 커민즈(E. H. Cummins)와 리(J. G. Lee), 닌스테드(F. J. H. Nienstead)를 고문단 조선으로 보냈다.
1888년 4월 7일, 조선에  고종은 윌리엄 다이를 시위대의 교관, 커민즈를 연무공원의 수석교관으로 임명하였다.
1894년 7월 23일, 경복궁을 점령한 일본군에 의해 조선군의 현대화와 훈련은 사실상 중단되었다.

### 한국 전쟁

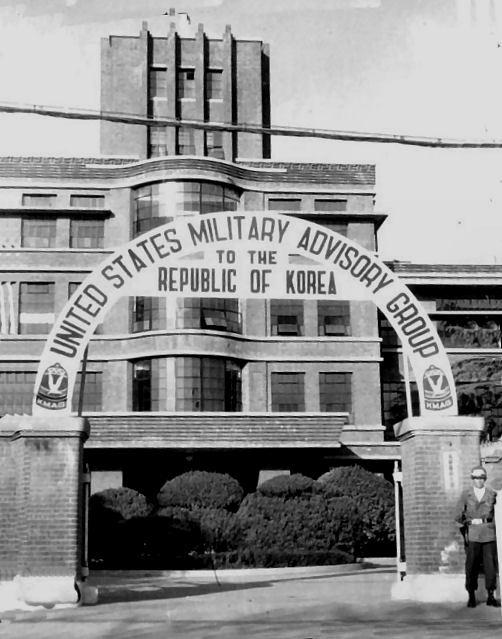
1950년 당시 대구에 있었던 KMAG 본부

일본의 항복으로 제2차 세계 대전이 끝난 뒤, 한반도를 38도선을 기준으로 미국과 러시아가 남북으로 나누어 관리하게 되었다. 1946년 미국에 의한 한국의 군정기가 시작되고, 미국 제40보병사단의 위관 18명에게 임무를 맡겨 각 시에 한개 연대를 편성하도록 하였다. 1948년 가을 남조선국방경비대가 대한민국 육군으로 재조직화되고 대한민국이 스스로를 지킬 군사력을 보유하게 된 것을 확인한 주한 미군은 한반도에서 철수하기로 결정하였다. 8월 15일 100여명의 장병으로 구성된 임시 "군사고문단"로 하여 대한민국 육군의 연대를 편성하고 그들을 훈련시켰으며 군수물자를 지원하도록 하였다. 8월 15일에서 11월 31일까지 241명으로 규모가 커졌고, 한국의 군정기의 종료와 마지막으로 제5연대전투단이 한반도를 떠나면서 1949년 7월 1일 주한 미군 사절단의 일부이자 '주한 미 군사고문단'으로서 정식으로 창설을 마쳤다.
한국 전쟁이 발발하면서 더글라스 맥아더 장군의 극동사령부에 편입되었다가, 제8군으로 지휘통제권을 되돌려 지면서, 제8군 예하 '육군 제8668부대, 주한 미 군사고문단', 1950년 12월 28일에 육군 제8202부대로 바뀌었다.

### 전후
해군과 공군의 군사고문단은 1950년 7월 27일과 1952년 2월 7일에 창설되었다. 이들은 1953년 협정체결로 임시 주한 군사고문단, 그 해 9월에 임시 주한 미 합동군사원조고문단으로 통합되었다. 1956년~1963년까지 인원이 2,878명으로 늘었다.
1971년 4월 1일, 임시를 떼고 '미 합동군사업무단' 혹은 '주한 미 합동고문단'으로 정식 조직이 되었다.

## 조직
- 본부지원과
- 안보협력운영과
- 전략기획공조과

## 영향
전략연구기구의 시엘라 미요시 예거 박사는 KMAG으로 얻은 교훈과 경험은 이라크 다국적안보전이사령부(MNSTC-I)에서 신 이라크 육군을 설립하는데 도움이 되었다고 발표하였다.

## 역대 단장
| 사진 | 계급 | 성명                                     | 취임일          | 이임일          |
| ---- | ---- | ---------------------------------------- | --------------- | --------------- |
|      | 준장 | William L. Roberts (윌리엄 L. 로버츠)    | 1949년 7월 1일  | 1950년 7월 25일 |
|      | 준장 | Francis W. Farrell (프랜시스 W. 파렐)    | 1950년 7월 25일 | 1951년 7월 7일  |
|      | 소장 | Cornelius E. Ryan (코넬리우스 E. 라이언) | 1951년 7월 7일  | 1953년 5월 14일 |
|      | 준장 | Gordon B. Rogers (고든 B. 로저스)        | 1953년 5월 14일 | 1953년 10월     |

## 기록

### 소속
- 제8군, 1950년
- 극동사령부, 1950년
- 주한 미국 대사, (날짜불명)
- 미국 인도-태평양 사령부, (날짜불명)

### 계보
- 1948년 8월 15일, Provisional Military Advisory Group (PMAG)
→임시 미 군사고문단
- 1949년 7월 1일, United States Military Advisory Group to the Republic of Korea (KMAG)
→주한 미 군사고문단
- 1950년 6월, United States Military Advisory Group, Korea, 8668th Army Uni
→육군 제8668부대, 주한 미 군사고문단
- 1950년 12월 28일, United States Military Advisory Group, Korea, 8202th Army Unit
→육군 제8202부대, 주한 미 군사고문단
- 1953년 7월, (Military Advisory Group, Korea (Provisional)(PROVMAG-K)
→임시 주한 미 군사고문단
- 1953년 9월, Joint U.S. Military Assistance Advisory Group, Korea (Provisional)(PROVMAG-K)
→임시 주한 미 합동 군사원조고문단
- 1971년 4월 1일, Joint U.S. Military Assistance Group, Korea (JUSMAG-K)
→주한 미 합동 군사업무단

### 스트리머
| 스트리머                  | 내역                            | 명령서                                              | Ref   |
| ------------------------- | ------------------------------- | --------------------------------------------------- | ----- |
| 대한민국 대통령 부대 표창 | 1951년 7월 7일 ~ 1952년 7월 7일 | 주한미군사고문단, 1952년 10월 31일, 일반명령 제98호 | [ 5 ] |

## 같이 보기
- 군사원조고문단 (MAAG)
- 안보원조기구 (SAO)

## 참고

### 인용
1. ↑  “섹션 및 사무실: 주한미합동군사업무단”. 주한미국대사관 및 영사관. 2020년 4월 15일에 원본 문서에서 보존된 문서. 2012년 6월 13일에 확인함.
2. ↑  양영조 (2007년 12월 1일). “주한 미군 군사 고문단 창설”. 국가기록원. 2012년 4월 13일에 확인함.
3. 1 2  “Korean Military Advisory Group (KMAG)”. 《korea-war.com》. 2013년 6월 1일에 원본 문서에서 보존된 문서. 2012년 4월 13일에 확인함.
4. ↑  Miyoshi Jager, Sheila. “Iraq Security Forces and Lessons from Korea” (PDF) (영어). Strategic Studies Institute. 2019년 12월 26일에 원본 문서 (PDF)에서 보존된 문서. 2015년 10월 18일에 확인함.
5. ↑  “General Orders No. 98” [일반명령 제98호] (PDF) (영어). Washington D.C.: Headquarteres, Department of the Army. 1952년 10월 31일. 2021년 3월 4일에 확인함.

### 자료
- “대한민국 정부 및 미합중국 정부간의 주한 미국군사고문단 설치에 관한 협정”. 국가법령정보센터. 2015년 10월 17일에 확인함.
- “JUSMAG-K” (PDF) (영어). 국방 안보 원조관리국(DISAM). 2016년 3월 4일에 원본 문서 (PDF)에서 보존된 문서. 2015년 12월 23일에 확인함.